# Lisardo
Lisardo Guarinos Riera (ur. 7 października 1970 w Walencji) – hiszpański aktor i piosenkarz. Od wielu lat mieszka w Meksyku. Na ekranie zasłynął głównie jako Octavio/Martin Reverte w Zbuntowanych. 

## Filmografia
- 2000: Policías, en el corazón de la calle jako Antonio
- 2003: Mujer, casos de la vida real jako Sandro
- 2004: Serce z kamienia (Mujer de madera) jako Emilio Arroyo
- 2006: Amar sin límites jako Piero
- 2006: Zbuntowani jako Martín Reverte / Octavio Reverte
- 2007: Yo amo a Juan Querendón jako Fred del Castro
- 2007: XHDRbZ jako Papá de Diego
- 2007–2008: Palabra de mujer jako Hernán Gil
- 2008: Mujeres asesinas jako Sandra Trepadora – Fermín Castaño
- 2008-2009: Alma de hierro jako Diego
- 2009: La Novicia Rebelde jako kapitan Georg von Trapp
- 2009–2010: Dzikie serce (Corazón salvaje) jako Féderico Martín Del Campo
- 2010–2011: Kiedy się zakocham... jako Agustín Dunant
- 2011: El encanto del águila jako Bernardo Cologan
- 2011–2012: Esperanza del corazón) jako Aldo Cabral
- 2012-2013: Prawdziwe uczucie (Amores verdaderos) jako Carlos González / Joan Constantín
- 2013: Oblicza miłości (De que te quiero, te quiero) jako Carlos Pereyra
- 2014–2015: Mi corazón es tuyo jako Enrique
- 2015: Yo no creo en los hombres, el origen jako José Luis
- 2015: Amor de barrio jako Adalberto Cruz
- 2017: En tierras salvajes jako Carlos Molina
- 2018: La Piloto jako Vasily Kilichenko
- 2020: Rubí jako Arturo de la Fuente, ojciec Maribel